# Batawat
Batawat (Patawat, Mad River Indijanci).- Jedan od tri glavna ogranka Wiyot Indijanaca koji su bili naseljeni na donjem toku (ušću) rijeke Mad u Kaliforniji. Njihova sela po svoj prilici bila su: Kachewinach (?, na Mad Riveru), Ma'awor (Yurok naziv; na ušću Mad Rivera), Osok (Yurok naziv;  Mad River), Tabagaukwa (? na ušću Mad Rivera), We'tso (?, na južnoj strani Mad Rivera). -Jezično pripadaju porodici Wishoskan, i preko nje u širu porodicu Ritwan.